# Kaiserstraße (Karlsruhe)

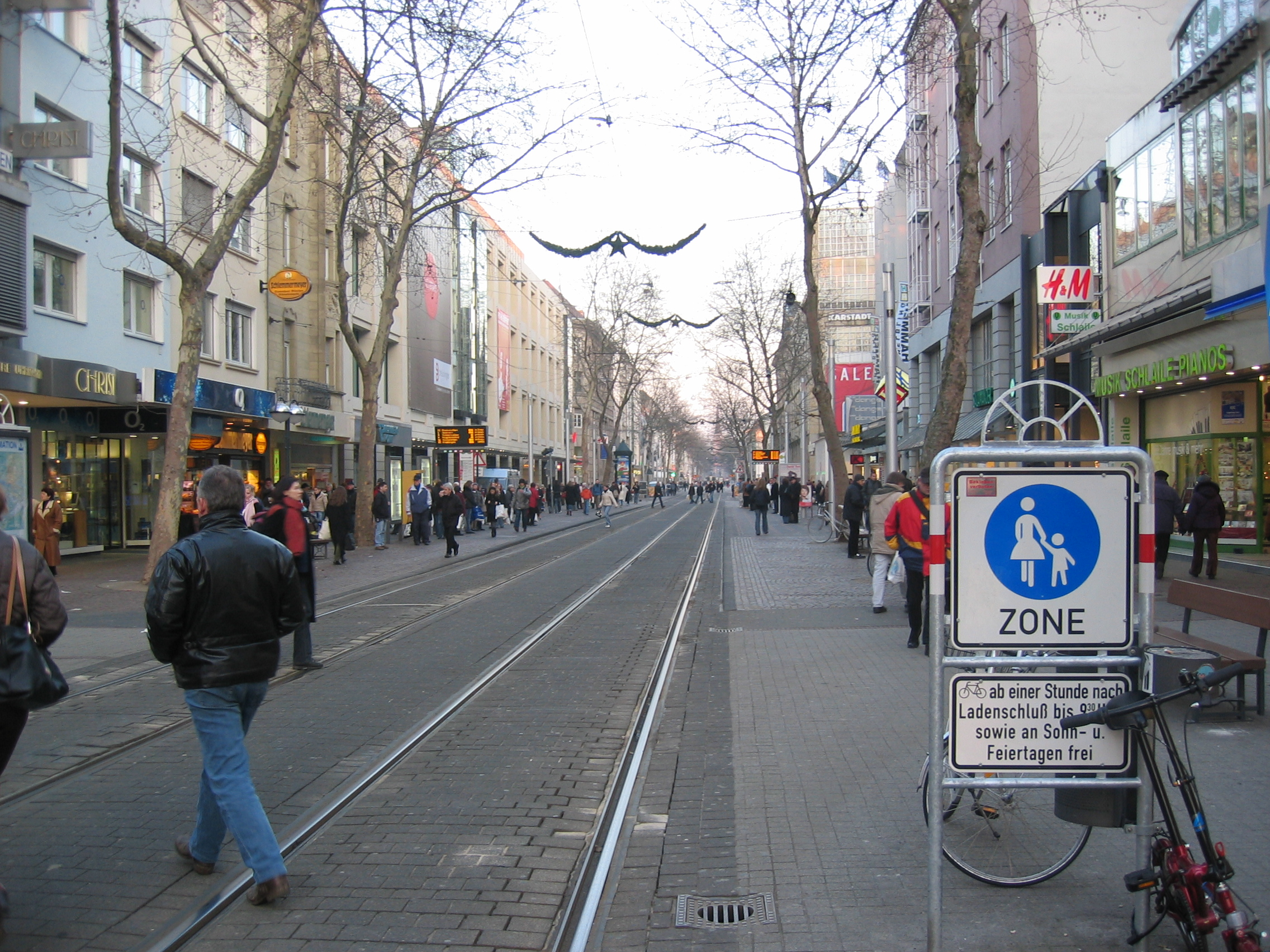
Vue de la rue piétonnisée.

La Kaiserstraße (rue de l'Empereur) est la principale rue commerçante du centre-ville de Karlsruhe en Allemagne. 

## Description

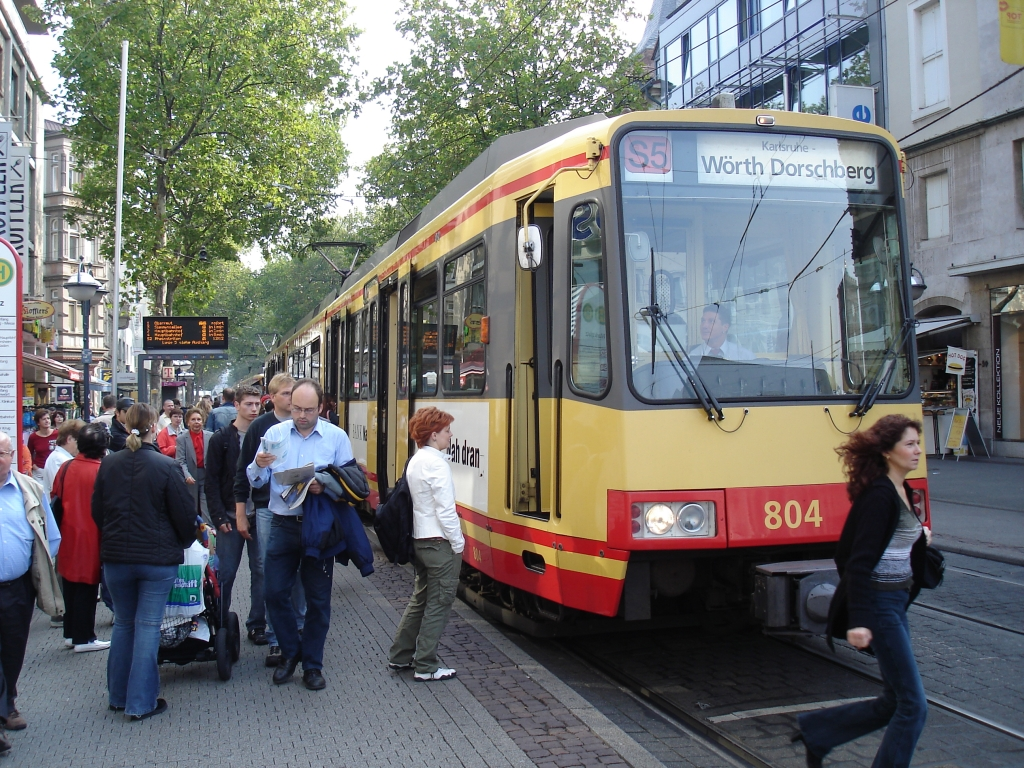
Stadtbahn à l'arrêt Marktplatz.

La Kaiserstraße traverse deux quartiers de Karlsruhe : centre-ville-Est (Innenstadt-Ost) et centre-ville-Ouest (Innenstadt-West)  approximativement en direction est-ouest et en ligne droite pendant environ deux kilomètres. Elle va de la porte de Durlach (de) à la Kaiserplatz et touche la Berliner Platz, la Kronenplatz (de), la Marktplatz et l'Europaplatz. Sous différents angles aigus, elle coupe les neuf rues en éventail du plan radial du centre-ville qui se dirigent vers le château de Karlsruhe. Sur la place du Marché (Marktplatz), elle rencontre à angle droit la Karl-Friedrich-Straße (de), l'axe central nord-sud du plan de la ville. 
Dans la zone Est entre la porte de Durlach et la Kronenplatz, au nord de la rue, se trouve le campus universitaire «Campus Süd» de l'institut de technologie de Karlsruhe et au sud de celui-ci l'ancien quartier des journaliers et la zone de réaménagement, également connue sous le nom de «vieille ville»  (Dörfle). Venant du Dörfle près de la porte de Durlach, la Brunnenstraße (rue de la Fontaine) rejoint la Kaiserstraße à un angle d'environ 45 degrés. En tant que zone fréquentée pour la prostitution, elle est fermée par des écrans. La Brunnenstraße entre la Kaiserstraße et la Zähringerstraße est exclue depuis les années 1980 de la zone réglementée de Karlsruhe. Cela fait de la Kaiserstraße l'une des rares principales rues d'Allemagne où la prostitution peut légalement être pratiquée dans ses environs immédiats.
Entre la Fritz-Erler-Straße (de) et la Douglasstraße (sur l'Europaplatz) se trouve la Kaiserstraße en zone piétonne avec de nombreux magasins de détail. Les commerces et services les plus importants de Karlsruhe se trouvent dans la zone Ouest de la zone piétonne entre la Marktplatz et l'Europaplatz. Plusieurs grands magasins s'y trouvent, y compris Karstadt (anciennement Warenhaus Geschwister Knopf (de)) et le centre commercial de la Postgalerie dans l'ancien bureau de poste principal de l'Europaplatz.
La Kaiserstraße est un itinéraire très fréquenté du tramway de Karlsruhe. Des travaux y ont lieu pour le métro depuis 2010.
À la porte de Durlach, la Kaiserstraße monte jusqu'au clocher néo-gothique de l'église Saint-Bernard de Karlsruhe (de) qui ferme la ligne de mire ici et avec un peu moins de 88 mètres, c'est l'un des monuments les plus élevés de la ville. La rue se courbe légèrement vers le sud ici et continue sous le nom de Durlacher Allee (de) (allée de Durlach) à l'est dans le centre de Durlach. Dans la direction Ouest, la rue passe derrière la Kaiserplatz et la porte de Mühlburg (de) sous le nom de Kaiserallee (allée de l'Empereur) tout droit à travers le quartier de Weststadt jusqu'à Mühlburg, où elle se transforme en Rheinstraße et rencontre la Bundesstraße 36 et la Südtangente (de) (bretelle Sud).

## Histoire

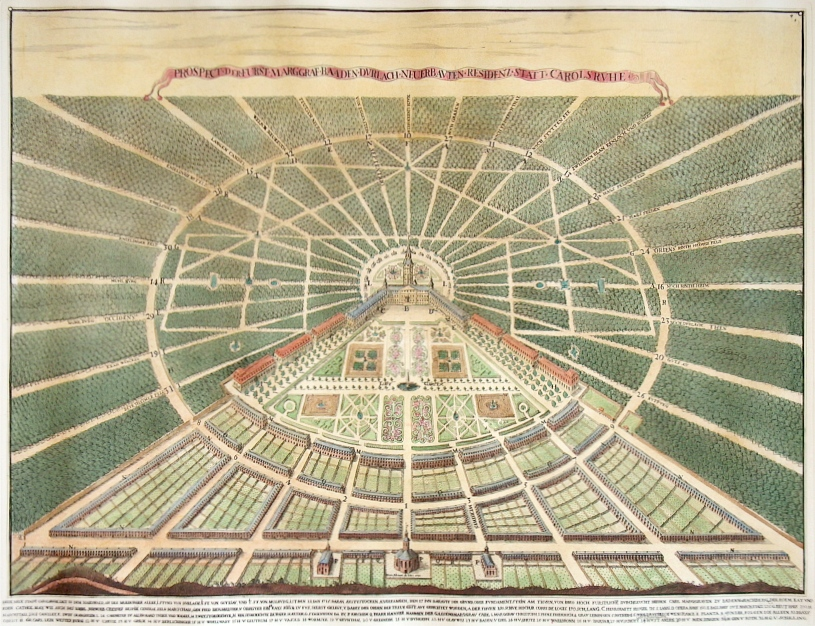
Vue de 1721 avec l'actuelle Kaiserstraße en bas.

### Nom
La rue doit son nom actuel depuis le 21 mai 1879, date des noces d'or de l'empereur Guillaume Ier et de l'impératrice Augusta. Auparavant, elle s'appelait (depuis 1760 environ) la longue rue (la Lange Straße ou la Lang Gass), dans la zone à l'est de la Waldhornstraß initialement Pfannenstihl et plus tard Friedrichstraße. Dans la première moitié du XVIIIe siècle, elle portait différents noms, tels que Landstraß auf Mühlburg (route de Mühlburg), Groß Allee von Mühlburg (grande allée de Mühlburg), Große Straße (grand'rue) ou Breite Straß (rue large).

### Développement

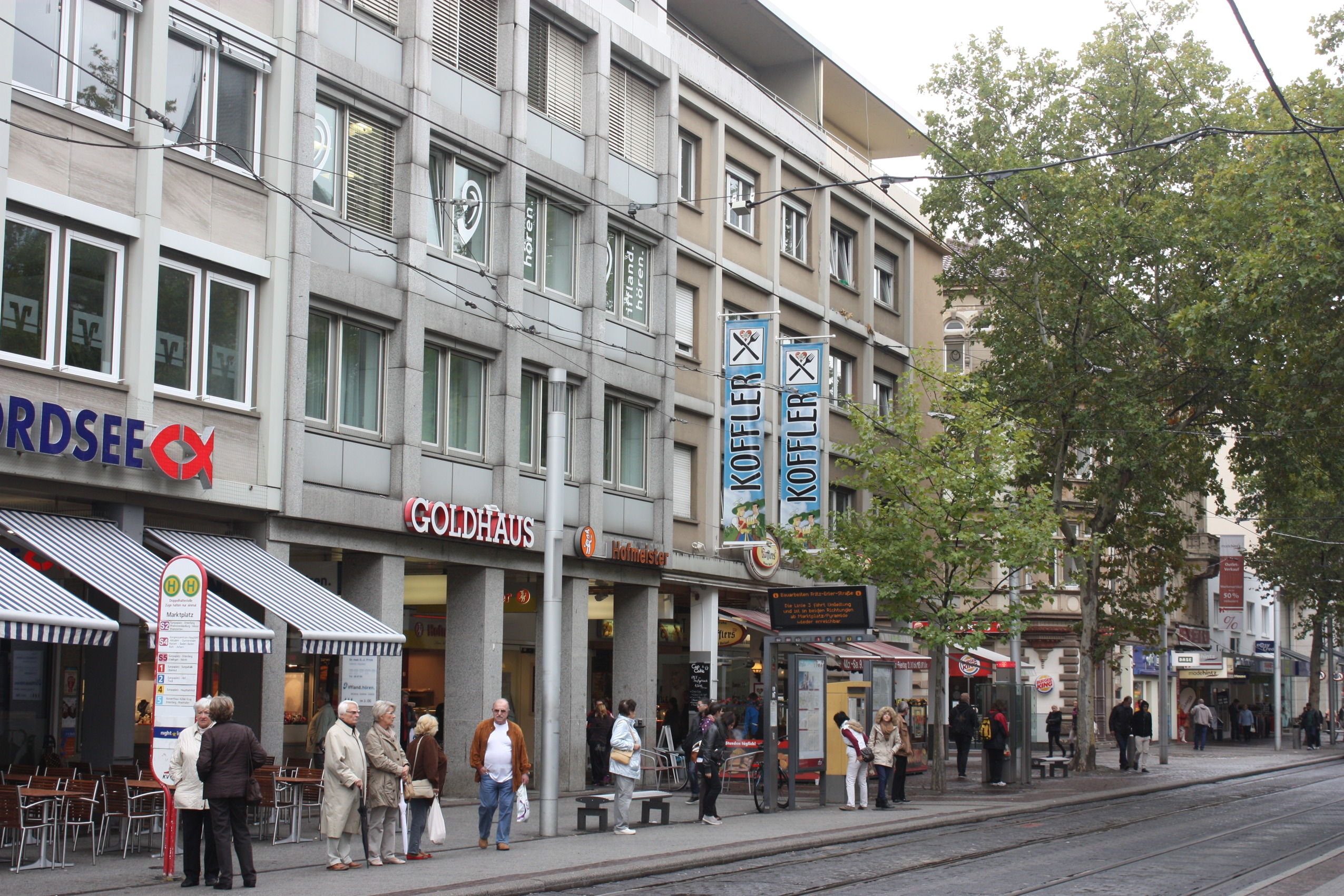
La rue aujourd'hui telle que reconstruite après la dernière guerre.

Cette rue existait bien avant la fondation de la ville de Karlsruhe en 1715 ; c'était une route qui traversait la forêt d'Hardt (de). Elle reliait les villes de Durlach et de Mühlburg, qui font aujourd'hui partie de Karlsruhe et continuait vers le château de Gottesaue (de). Au début de la phase d'urbanisation, cette route de campagne formait la base et l'extrémité Sud du plan en éventail. Les constructions de bâtiments de chaque côté ont commencé en 1719 et ont attiré les marchands et négociants. En 1719, on a construit au sud de la rue l'église protestante de la Concorde (de) en face du château. Elle a été démolie en 1807 à cause des travaux d'agrandissement de la ville.
Pendant la Seconde Guerre mondiale - surtout en 1944 - la Kaiserstraße a été gravement endommagée par les raids aériens. À la fin de 1947, les décombres ayant été déblayés, un concours est lancé pour la reconstruire, certains îlots ayant été épargnés. Il est décidé de construire des bâtiments modernes et fonctionnels sans beaucoup de personnalité, mais pratiques pour le commerce. La rue est piétonnisée peu à peu entre 1972 et 1984.